# Niels Wittich
Niels Wittich (Erlensee, 5 augustus 1972) is een Duitse autosportofficial en racedirector. In 2022 werd hij de racedirector van de Formule 1 naast Eduardo Freitas. In 2023 startte hij zijn eerste seizoen als enige racedirector.

## Carrière
In 2016 was hij racedirector van het derde seizoen van de Formule E.
In 2021 verliet hij zijn functie als racedirector van de ADAC GT Masters, waar hij zeven jaar was geweest, om racedirector van de Deutsche Tourenwagen Masters (DTM) te worden. Hij verliet deze functie aan het einde van het seizoen om Michael Masi te assisteren bij de Formule 1, Formule 2- en Formule 3-races te leiden.
Omdat hij Michael Masi in 2022 moest blijven assisteren, verving hij hem na de controverses van de Grand Prix van Abu Dhabi in 2021 en werd hij racedirector in de Formule 1 naast Eduardo Freitas. Hij wisselde af met de Portugees tot de Grand Prix van Japan, toen hij de functie volledig overnam. Voor het Formule 1-seizoen 2023 werd hij bevestigd als enige racedirector. Herbie Blash, voormalig adjunct-racedirector onder Charlie Whiting, heeft Wittich bijgestaan in een adviserende rol.